# Gundišapur
Gundišapur (srednjeperzijsko  𐭥𐭧𐭩𐭠𐭭𐭣𐭩𐭥𐭪𐭱𐭧𐭯𐭥𐭧𐭥𐭩‎,Weh-Andiōk-Šābuhr; novoperzijsko گندی‌شاپور, Gondēshāpūr) je bil intelektualno središče Sasanidskega cesarstva in dom Akademije Gundišapurja, ki jo je ustanovil sasanidski kralj Šapur I. V mestu je bila bolnišnica z zdravniško šolo, knjižnica in visokošolsko središče. Gundišapur so prepoznali v obsežnih ruševinah južno od Šahabada, vasi 14 km jugovzhodno od Dezfala na cesti, ki pelje v Šuštar v sedanji iranski provinci Huzistan v jugozahodnem Iranu. Arheološko najdišče ni organizirano in zgleda kot kup razbite keramike. 
V slavo starega mesta in njegov splošni zgodovinski pomen so nekateri znanstveniki začeli dvomiti. Zlasti vprašljiv je obstoj mestne bolnišnice. Vlogo, ki jo je imel Gondišapur (ali Gundišapur) v svetovni zgodovini je izpostavil avstrijski filozof, pedagog in ustanovitelj antropozofije Rudolf Steiner.
Mesto je začelo propadati po muslimanski osvojitvi Perzije. Vdalo se je leta 638, vendar je tudi v islamskem obdobju ostalo pomembno središče. Jakub ibn-Lajt al-Safar, ustanovitelj Safaridske dinastije, je zadnja tri leta pred nenadno smrtjo imel Gundišapur za svojo rezidenco. Njegova grobnica je bila eno od najpomembnejših krajev v mestu.

## Ime
Srednjeperzijska beseda Gondēšāpūr (ali Gundēšāpūr) je popačenka. Nastala je morda iz zraza  wandēw Šāpūr, ki pomeni  "Šapurjeva pridobitev", ali iz  Gund-dēz-i Shāpūr, ki pomeni "Šapurjeva vojaška trdnjava", ali iz Weh-Andiyok-Shāpūr, ki pomeni  "boljši od Šapurjeve Antiohije". 
V klasični sirščini se je mesto imenovalo  ܒܝܬ ܠܦܛ, Bēth Lapaṭ, v grščini 
Bendosabora, v arabščini جنديسابور‎, Jundaysābūr in v novi perzijščini گندی‌شاپور‎.

## Vzpon
Gundišapur je bil eno od največjih mest v perzijski provinci Huzistan. Upravno okrožje Gundišapurja je vključevalo bližnji mesti Susa in Mihridžankadak, ki sta sicer spadali v drugo provinco.
Večina strokovnjakov meni, da je Šapur I. ustanovil mesto potem, ko je premagal rimsko vojsko pod poveljstvom cesarja Valerijana. Gundišapur je bil garnizijsko mesto, v katerem je bilo tudi veliko rimskih vojnih ujetnikov. Šapur I. je izbral Gundišapur za svojo prestolnico.
V prestolnici je živela tudi njegova žena, hčerka rimskega cesarja Avrelijana. S seboj je pripeljala dva grška zdravnika, ki sta se tam naselila in poučevala Hipokratovo medicino.
Leta 489 je bizantinski cesar Zenon ukazal zapreti nestorijansko teološko in znanstveno središče v Edesi, ki se je preselilo v Nisibis ali Nisibīn, ki je bil takrat pod perzijsko oblastjo in je imel svoje posvetne fakultete v Gundišapurju. Tukaj so učenjaki skupaj s poganskimi filozofi, ki jih je Justinijan I. leta 529 izgnal iz Aten, izvedli pomembne raziskave v medicini, astronomiji in matematiki.
Med vladanjem sasanidskega monarha Kozrava I. (531-579) se je Gundišapur imenoval Anuširavan (Nesmrtni). Grki in Rimljani so ga imenovali Hosroes. Mesto je postalo znano po medicini in učenosti. Kozrav I. je dal zatočišče številnim grškim filozofom, nestorijanskim Asircem, ki so pobegnili pred verskimi preganjanji v Bizantinskem cesarstvu. Kralj je beguncem naročil prevajanje grških in sirskih besedil v pahlavi. Prevedli so različna dela iz medicine, astronomije, astrologije, filozofije in uporabnih obrti.
Anuširavan se je obrnil tudi proti vzhodu in tja poslal slavnega zdravnika Borzujo, da je v Gundišapur povabil indijske in kitajske učenjake. Ti obiskovalci so prevajali indijska besedila o astronomiji, astrologiji, matematiki in medicini ter kitajska besedila o zeliščni medicini in veri. Borzuje naj bi takrat priljubljeno indijsko Pančatantro sam prevedel iz sanskrta v perzijsko Kelile væ Demne.
Veliko Asircev se je v Gundišapurju naselilo v 5. stoletju. Skoraj vsi so bili doktorji medicine iz Urfe, ki je bila v tistem času vodilno medicinsko središče. Poučevanje na Akademiji je potekalo v sirskem jeziku, dokler niso mesta in šol v 7. stoletju uničili muslimanski osvajalci.

### Islamsko obdobje
Sasanidsko cesarstvo je leta 638 uničila muslimanska arabska vojska. Gundišapurska Akademija je preživela zamenjavo oblasti in še nekaj stoletij živela kot muslimanska visokošolska ustanova. Leta 832 je kalif al-Mamun  ustanovil Bayt al-Hikma, Hišo modrosti, v kateri so posnemali gundišapurske metode, saj so v Hiši delovali diplomanti prejšnje Akademije, ki so bili šolani po indijskih ter nekaterih grških in iranskih medicinskih izročilih. Zdi se, da je Hišo modrosti razpustil al-Mamunov naslednik al-Mutavakil, ki je imel občutek, da je učenje v nasprotju z učenjem v Koranu. Razen tega se je intelektualno središče Abasidskega kalifata preselilo v arabsko trdnjavo Bagdad, saj se v sodobni literaturi tistega časa univerza ali bolnišnica v Gundišapurju omenjata zelo redko. 
Gundišapur je bil glavna vez med indijsko in grško medicino in kombiniral obe praksi, zato je bil prehod v kasnejše islamsko obdobje bolj skladen.
Zadnji potrjeni vodja bolnišnice v Gundišapurju je bil Sabur bin-Sahl, ki je umrl leta 869. Usoda bolnišnice po njegovi smrti ni znana.

## Nedavni akademski dvomi
Nekateri sodobni znanstveniki so podvomili v obstoj bolnišnice v Gundišpurju, ker v znanih ohranjenih perzijskih virih ni podatkov, »ki bi potrdili, da je [Gundišapur] imel ključno vlogo v zgodovini medicine«. V mestu je najverjetneje obstajalo semenišče, podobno tistemu v Nisibisu, kjer so se čitala medicinska besedila, in bolnišnica, kjer so zdravili.
Poleg tega je bil ugled Gundišapurja morda povezan z ugledom Suse, mesta zahodno od Gundišapurja, s katerim je bil Gundišapur administrativno povezan. Al-Talibi, učenjak z dostopom do sasanidskih kraljevskih letopisov, je v razpravi o predislamski Perziji zapisal:
Tako so prebivalci Suse zaradi učenja od indijskega zdravnika [ki ga je v Suso pripeljal Šapur I.] in grških ujetnikov, ki so živeli v bližini, postali najbolj usposobljeni v medicini med prebivalci Ahvaza in Farsa. Nato se je [njihovo medicinsko znanje] prenašalo iz roda v rod.
Isti vir bi po drugi strani lahko bil še ena potrditev medicinskega ugleda Gundišapurja, saj je lahko Susa predstavljala celo regijo, vključno z Gundišapurjem, saj sta bila administrativno povezana. Domnevo potrjuje dejstvo, da sta bila Ahvaz in Fars, omenjena v razpravi, mišljena kot regiji in ne mesti.